# Хвитсеркюр
Хвитсеркюр (исл. Hvítserkur — «белая рубашка») — базальтовая скала на восточном берегу полуострова Ватнснес на северо-западе Исландии.
Скала достигает 15 м в высоту. У основания расположены два отверстия, придающие скале сходство с пьющим воду Хуна-фьорда слоном или драконом. Основание было укреплено бетоном для предотвращения негативного влияния со стороны моря.
На скале гнездятся несколько разновидностей птиц: глупыши, моевки.
В 1990 году скала Хвитсеркюр была изображена на почтовой марке достоинством в 25 исландских крон.
До Хвитсеркюра можно добраться по Дороге 711.